# Liste der Kulturdenkmäler in Zamora
Die Liste der Kulturdenkmäler in Zamora führt alle als Bien de Interés Cultural (BIC) aufgeführten Kulturdenkmäler in der spanischen Stadt Zamora auf. 
| Bild                                       | Bezeichnung                                                              | Lage  | Beschreibung | Bauzeit                 | Eingetragen seit | Denkmal- nummer |
| ------------------------------------------ | ------------------------------------------------------------------------ | ----- | ------------ | ----------------------- | ---------------- | --------------- |
| weitere Bilder                             | Teatro Principal                                                         |       |              | 1876 eröffnet           |                  |                 |
| Kirche Espíritu Santo                      | Kirche Espíritu Santo                                                    | Karte |              | 13. Jahrhundert         |                  |                 |
| weitere Bilder                             | Kirche San Pedro und San Ildefonso                                       | Karte |              |                         |                  |                 |
| weitere Bilder                             | Kirche Santo Sepulcro                                                    | Karte |              |                         |                  |                 |
| Puerta de Doña Urraca                      | Puerta de Doña Urraca                                                    | Karte |              | Mittelalter             |                  |                 |
| weitere Bilder                             | Kathedrale von Zamora                                                    | Karte |              |                         |                  |                 |
| weitere Bilder                             | Kirche Santiago del Burgo                                                |       |              | 12./13. Jahrhundert     |                  |                 |
| weitere Bilder                             | Kirche Santa María Magdalena                                             |       |              | 12. Jahrhundert         |                  |                 |
| weitere Bilder                             | Palacio de los Momos                                                     | Karte |              | 15. Jahrhundert         |                  |                 |
| weitere Bilder                             | Kirche Santo Tomé                                                        |       |              | 12. Jahrhundert         |                  |                 |
| weitere Bilder                             | Kirche Santa María de la Orta                                            |       |              | 12./13. Jahrhundert     |                  |                 |
| weitere Bilder                             | Kirche Santiago de los Caballeros, auch als Santiago El Viejo bezeichnet | Karte |              | 11. Jahrhundert         |                  |                 |
| weitere Bilder                             | Kirche San Claudio de Olivares                                           |       |              | 12. Jahrhundert         |                  |                 |
| weitere Bilder                             | Kirche San Cipriano                                                      |       |              | 12. Jahrhundert         |                  |                 |
| weitere Bilder                             | Casa del Cid                                                             |       |              | 11. Jahrhundert         |                  |                 |
| weitere Bilder                             | Kirche Santa María la Nueva                                              |       |              | 12. Jahrhundert         |                  |                 |
| Portal der Kirche San Juan de Puerta Nueva | Portal der Kirche San Juan de Puerta Nueva                               |       |              |                         |                  |                 |
|                                            | Historische Altstadt von Zamora                                          |       |              |                         |                  |                 |
| weitere Bilder                             | Portal und Turm der Kirche San Vicente                                   |       |              |                         |                  |                 |
| Museo Provincial de Bellas Artes           | Museo Provincial de Bellas Artes                                         | Karte |              |                         |                  |                 |
| weitere Bilder                             | Palacio de los Condes de Alba y Aliste                                   |       |              |                         |                  |                 |
| BW                                         | Kreuzgang des Convento del Corpus Christi de las Clarisas Descalzas      | Karte |              |                         |                  |                 |
| weitere Bilder                             | Kirche San Esteban                                                       |       |              | 12. Jahrhundert         |                  |                 |
| weitere Bilder                             | Kirche San Leonardo                                                      |       |              | 11. bis 13. Jahrhundert |                  |                 |
| Archivo Histórico Provincial de Zamora     | Archivo Histórico Provincial de Zamora                                   | Karte |              |                         |                  |                 |
| BW                                         | Biblioteca Pública del Estado                                            | Karte |              |                         |                  |                 |